# Yokod
Yokod (Yokol i slične varijante, možda oblik od yokut ili yokuch, u značenju 'osoba', 'Indijanac.' Ime u množini glasi Yuwekadi), danas izumrlo pleme Mariposan Indijanaca koje je živjelo blizu današnjeg Exetera u Kaliforniji. Glavno naselje bilo im je na južnoj strani rijeke Kaweah, sjeverno od Exetera u okrugu Tulare, blizu željezničke postaje Kaweah. 
Yokodi su govorili jezikom Chukchansi Indijanaca i pripadali su užoj skupini Tule-Kaweah Yokuts.